# Sanja Jovanović
Sanja Jovanović (Dubrovnik, 15. rujna 1986.), hrvatska plivačica. Višestruka državna rekorderka leđnim, slobodnim, leptir i mješovitim stilom.

## Životopis
Debitirala je na Olimpijskim igrama u Ateni,  2004. godine. Osvojila je broncu na 200 m leđno, na Europskom prvenstvu u velikim bazenima u Madridu 2004.
Ima sestru blizanku Tanju, koja je nastupila u Big Brotheru i još dvije sestre te trenutno živi u Mokošici. Počela je plivati 1995. u starom gruškom bazenu.
Postavila je više od 170 hrvatskih plivačkih rekorda u raznim dobnim kategorijama. Osvojila je srebro na 50 m leptir i broncu na 100 leđno, na Mediteranskim igrama u Almeriji 2005. godine.
Na Europskom prvenstvu u plivanju u kratkim bazenima u mađarskom gradu Debrecenu, osvojila je srebrnu medalju na 100 m leđno uz novi hrvatski rekord, 14. prosinca 2007., a dan kasnije osvojila je zlatnu medalju i postavila novi svjetski rekord na 50 m leđno u vremenu 26:50 sekundi. Proglašena je najboljom plivačicom prvenstva.
Izborila je normu za Olimpijske igre u Pekingu 2008. 
Na svjetskom prvenstvu u malim bazenima u Manchesteru osvaja broncu na 100 m leđno.
Na istom svjetskom prvenstvu u malim bazenima, 13. travnja 2008. godine, Sanja Jovanović je u disciplini 50 m leđno osvojila zlatnu medalju i popravila svoj svjetski rekord na 26:37 sekundi.
Na Europskom prvenstvu u plivanju u kratkim bazenima u Rijeci 12. prosinca 2008. godine osvojila je zlatnu medalju u disciplini 100 m leđno uz novi europski rekord 56.87 sekundi, a 13. prosinca osvojila je zlatnu medalju u disciplini 50 m leđno te popravila svoj svjetski rekord na 26:23 sekundi.
Na Europskom prvenstvu u plivanju u kratkim bazenima u Istanbulu 2009. godine Sanja Jovanović je 11. prosinca osvojila srebrnu medalju u disciplini 100 m leđno te 12. prosinca zlatnu medalju u disciplini 50 m leđno a tom prilikom je oborila svjetski rekord vremenom 25:70 sekundi.
Na 14. Europskom plivačkom prvenstvu 2010. u kratkim bazenima u nizozemskom gradu Eindhovenu, 27. listopada 2010. Sanja Jovanović je u disciplini 50 m leđno vremenom 27:10 sekundi osvojila zlatnu medalju.
Početkom travnja 2011. dobila je ispisnicu iz dubrovačkog Juga i 6. travnja postala članica riječkoga plivačkog kluba Primorje Croatia osiguranje
Na Europskom plivačkom prvenstvu 2012. u velikim bazenima u mađarskom gradu Debrecenu, 25. svibnja 2010. Sanja Jovanović je u disciplini 50 m leđno s vremenom 28:31 sekundi osvojila srebrenu medalju. Ovo je bio njen najbolji rezultat u karijeri u velikim (50-metarskim) bazenima.
Na europskom prvenstvu u malim bazenima u Chartresu u Francuskoj osvojila je 24. studenoga 2012. srebrnu medalju u disciplini 50 metara leđno, vremenom 26,84 sekunde, 6 stotinki iza pobjednice Laure Manadou iz Francuske, a 13 stotinki ispred češke predstavince Simone Baumrtove. 21. lipnja 2013. osvojila je zlato i srušila rekord Mediteranskih igara isplivavši 50 m leđno u 28:48 sekundi.

### Svjetski rekordi
| Disciplina | Disciplina | Disciplina | Vrijeme | Mjesto i datum                |
| ---------- | ---------- | ---------- | ------- | ----------------------------- |
| leđno      | 50m        | MB         | 26,50   | 15. prosinca 2007., Debrecen  |
| leđno      | 50m        | MB         | 26,37   | 13. travnja 2008., Manchester |
| leđno      | 50m        | MB         | 26,23   | 13. prosinca 2008., Rijeka    |
| leđno      | 50m        | MB         | 25,70   | 12. prosinca 2009., Istanbul  |

## Vanjske poveznice
- Službene stranice plivačkog kluba JUG